# 100 туристичних об'єктів Болгарії

Емблема Болгарського туристичного союзу

100 туристи́чних об'є́ктів Болга́рії (болг. 100 туристически обекта в България) — перелік туристичних об'єктів Болгарії, укладений 2003 року.
Ініціатором створення такого списку був Болгарський туристичний союз, що започаткував рух «Познайомся з Болгарією — 100 національних туристичних об'єктів» (болг. Опознай България — 100 национални туристически обекта), і перший перелік таких об'єктів було укладено ще 1966 року. З того часу він декілька разів змінювався, актуальний — з 2003. Особи, що відвідають 25, 50 чи 100 об'єктів зі списку, відповідно, отримають бронзову, срібну чи золоту відзнаку та диплом.

## Список
| №   | Зображення | Об'єкт                                                                             | Опис | Розташування                                   |
| --- | --- | ---------------------------------------------------------------------------------- | --- | ---------------------------------------------- |
| 1   | | Музей Николи Вапцарова                                                             | Родинна садиба, у якій народився письменник Никола Вапцаров, перетворена на музей його пам'яті у 1952 році. | Благоєвградська область місто Бансько          |
| 1   | | Музей Неофіта Рильського                                                           | Пам'ятка культури національного значення. Будинок, у якому народився художник Неофіт Рильський. Функціонує як музей з 1981 року. | Благоєвградська область місто Бансько          |
| 1   | | Музей «Будинок Велянова»                                                           | Етнографічний музей, пам'ятка культури національного значення. Назва будинку походить від імені художника Веляна Огнєва, якому він був подарований у 1835 році. | Благоєвградська область місто Бансько          |
| 1   | | Постійна виставка ікон банської художньої школи                                    | Експозиція займає шість виставкових залів у найстарішому будинку в Банско, що датується 1749 роком і в котрому раніше розміщувався жіночий монастир. | Благоєвградська область місто Бансько          |
| 1   | | Церква Святої Трійці                                                               | Храм Неврокопської єпархії Болгарської православної церкви, збудований 1835 року. Вісім великих ікон іконостасу створені у 1839—1841 Димитъром Молеровим, видатним представником Банської школи мистецтв. | Благоєвградська область місто Бансько          |
| 2   | | Гора Віхрен                                                                        | Гора висотою 2914 м, найвища у гірському масиві Пірин. З 1950-х років на її вершині розміщено метеорологічну станцію. Перебуває на території Національного парку Пірин. | Благоєвградська область масив Пірин            |
| 3   | | Церква святих Теодора Тирона та Теодора Стратилата                                 | Діюча православна церква, збудована у 1614 році за типом церков Першого Болгарського царства. У XIX столітті перетворена турками на хамам. | Благоєвградська область село Добирсько         |
| 4   | | Історичний музей в Мелнику                                                         | Історико-етнографічний музей, розміщений у кам'яній будівлі 1815 року будівництва. Експозиція присвячена історії та культурі міста Мелник, а також історії виноробства у регіоні. | Благоєвградська область місто Мелник           |
| 4   | | Будинок Кордопулова                                                                | Садиба, збудована у XIX столітті купцями-виноробами Кордопулосами. Використовувалася для виробництва, зберігання і торгівлі вином. | Благоєвградська область місто Мелник           |
| 4а  | | Роженський монастир Різдва Пресвятої Богородиці                                    | Середньовічний монастир XIII століття біля підніжжя гір Пірин. Відомий своїми розписами, іконостасами, вітражами та фресками, найдавніші з яких датуються кінцем XVI століття. | Благоєвградська область найближче місто Мелник |
| 5   | | Храм святої Параскеви                                                              | Збудований у 1994 році за заповітом болгарської провидиці Ванги неподалік її будинку. Через неканонічність будівлі Болгарська православна церква відмовилась його освячувати. | Благоєвградська область село Рупите            |
| 5а  | | Національний парк-музей «Самуїлова фортеця»                                        | Розташована на березі річки Струміца біля підніжжя гори Белавиця. Збудована на початку XI століття за правління царя Самуїла. У 1014 році візантійське військо Василія II Болгаробійця взяло в облогу фортецю і завдало поразки болгарському війську, захопивши у полон 14 тисяч воїнів, котрі були потім осліплені. Музей з 1982 року. | Благоєвградська область найближче село Ключ    |
| 6   | | Археологічний музей                                                                | Заснований 1956 року у церкві Івана Хрестителя, сучасна будівля 1994 року. Експозиція представлена у чотирьох залах експонатами часів фінікійської, давньогрецької, римської та візантійської доби. | Бургаська область місто Несебир                |
| 6а  | | Музей солі                                                                         | Заснований 2002 року. Експозиція музею відтворює технології, за допомогою яких у регіоні вівся видобуток солі починаючи з V століття до н. е. і до початку XX століття. Музею також належать 25 акрів «соляних полів». | Бургаська область місто Поморіє                |
| 6б  | | Поморійське озеро                                                                  | Солоне озеро, що є водно-болотяним угіддям з унікальною екосистемою. У регіоні (західне узбережжя Чорного моря) пролягає другий найбільший шлях міграції птахів у Європі. | Бургаська область місто Поморіє                |
| 7   | | Церква святих Кирила і Мефодія                                                     | Побудована у 1895—1907 роках із зеленого айтоського каменя, мармуру та цегли. Інтер'єр оздоблено фресками та іконостасом 1930 року, які були суттєво пошкоджені у результаті пожежі 1953 року. Церкву наново відкрито 2008 року після реконструкції. | Бургаська область місто Бургас                 |
| 7   | | Природозахисний центр «Пода»                                                       | Відкритий 1997 року у місцевості Пода, де гніздяться 273 з 420 видів птахів, що мешкають у Болгарії. | Бургаська область найближче місто Бургас       |
| 8   | | Історичний музей в Малко-Тирново                                                   | Заснований 1983 року у чотирьох будинках XIX століття. У музеї діють 3 експозиції: археологічна, історична та етнографічна. | Бургаська область місто Малко-Тирново          |
| 8   | | Історична місцевість «Петрова нива»                                                | Місце проведення конгресу ВМОРО в червні 1903 року, під час якого було прийнято рішення про підтримку Іллінденського повстання в Османській імперії. | Бургаська область село Стоїлово                |
| 8а  | | Археологічний музей в Созополі                                                     | Експозиція музею представляє археологію, історію та культурні традиції Созополя від кінця VI століття до н. е. і до XVII століття. | Бургаська область місто Созополь               |
| 8б  | | Історичний музей в Царево                                                          | Відкритий у 2012 році. У музеї представлені археологічні знахідки регіону, а також унікальна колекція срібних монет фракійського царя Мостіса. | Бургаська область місто Царево                 |
| 9   | | Регіональний історичний музей у Варні                                              | Заснований 1993 року. Експозиція розміщена у 32 залах колишньої жіночої школи та представлена близько 100 тисячами експонатів від доісторичних часів до сучасності. | Варненська область місто Варна                 |
| 9   | | Військово-морський музей                                                           | Відкритий 1955 року. Експозиція складається з близько 1000 предметів. Серед експонатів — реконструкція трюму стародавнього корабля з вантажем із амфор, реконструкція палуби бойового вітрильника XVIII століття, артефакти, підняті з морського дна (гармати, зброя, навігаційне обладнання). Експозиція просто неба представлена морськими мінами, якорями тощо. На території музею також зберігається частина обладнання першого судна незалежної Болгарії — яхти «Александър І» — два гелікоптери, яхта «Кор Кароли», торпедний катер 123 К та фрегат «Дръзки». | Варненська область місто Варна                 |
| 10  | | Музей мозаїк у Девні                                                               | Побудований на фундаменті стародавньої будівлі III—IV століття. У музеї містяться давньоримські мозаїки виконані зі шматків мармуру, вапняка, глини та кольорового скла, на яких можна спостерігати сцени з давньоримської міфології, тваринні та рослинні мотиви. | Варненська область місто Девня                 |
| 11  | | Архітектурно-історичний заповідник Царевець                                        | Фортеця, споруджена в другій половині XII століття. Збереглися царські палати, Палац партріарха Болгарської церкви, разом з Патріаршою церквою, та оборонні стіни. | Великотирновська область місто Велико-Тирново  |
| 11  | | Архітектурно-музейний заповідник Арбанаси                                          | Невелике поселення з оригінальними церквами та будинками XVI—XVII століття, 36 з котрих є пам'ятками культури. Інтер'єри споруд багато декоровані, зокрема живописом та різьбленням. | Великотирновська область місто Велико-Тирново  |
| 11  | | Регіональний історичний музей у Велико-Тирново                                     | Заснований 1985 року. Фонди музею налічують понад 200 тис. експонатів з археології, етнографії, мистецтва. | Великотирновська область місто Велико-Тирново  |
| 12  | | Будинок-музей «Алеко Константінов»                                                 | Відомий болгарський письменник Алеко Константінов заповів свій родинний дім місту Свіштов, аби його було використано для культурних проектів. У 1926 році тут було засновано музей, присвячений життю та творчості письменника. | Великотирновська область місто Свіштов         |
| 13  | | Музей-фортеця Баба Вида                                                            | Середньовічна фортеця Х—XI століття, історико-архітектурна пам'ятка. Відігравала важливу роль в обороні північно-західної частини Болгарії. | Видинська область місто Видин                  |
| 13  | | Історичний музей у Видині                                                          | Заснований 1910 року. До його складу входять три відділи: музей «Конака» (експозиція за напрямами палеонтології, археології, етнографії), музей «Крастата казарма» (етнографічна експозиція традиційної культури регіону від кінця ХІХ століття до 1920-х років) та музей-фортеця Баба Вида. | Видинська область місто Видин                  |
| 14  | | Печера Маґура                                                                      | Загальна довжина 3 км. Складається з довгих і глибоких коридорів із сталактитами, сталагмітами та сталактонами. Містить 700 зразків наскельного живопису Бронзової доби. | Видинська область село Рабиша                  |
| 15  | | Історичний музей у Белоградчику                                                    | Заснований 1959 року. В основі експозиції — предмети, що характеризують соціально-економічний розвиток міста та регіону у XVIII—IX століттях. Також представлені колекції ювелірного мистецтва та ікон, лапідарій. | Видинська область місто Белоградчик            |
| 15  | | Белоградчицькі скелі                                                               | Група скельних утворень незвичайної форми з пісковика і конгломерату, розташована на західному схилі гір Стара-Планіна. Скелі відрізняються по кольору від червоного до жовтого, висота окремих сягає 200 м. | Видинська область місто Белоградчик            |
| 16  | | Печера Леденика                                                                    | Розташовується в Балканських горах. Загальна довжина близько 300 м. Складається з 10 зал, у яких взимку виростають сталактити, сталагміти та сталактони. | Врачанська область місто Враца                 |
| 16  | | Історичний музей у Враці                                                           | Заснований 1953 року. Експозиція присвячена різним етапам розвитку регіону. Одним із найцінніших експонатів є Рогозенський скарб — колекція столового срібла із 165 предметів, загальною вагою понад 19 кілограмів. | Врачанська область місто Враца                 |
| 16а | | Археологічний комплекс Калето                                                      | Комплекс складається з чотирьох рівнів і містить ахеологічні знахідки та сліди укріплених поселень від кам'яної доби до середньовіччя. Остаточне руйнування та занепад фортеці відбулися в XIV столітті. | Врачанська область місто Мездра                |
| 17  | | Гора Околчица — місце загибелі Христо Ботева                                       | На горі Околчица, на місці загибелі у 1876 національного героя Болгарії Христо Ботева, встановлено пам'ятний знак у вигляді хреста. Щороку 2 червня тут проводяться заходи із вшанування його пам'яті. | Врачанська область село Челопек                |
| 18  | | Пароплав «Радецький»                                                               | Репліка історичного пароплава «Радецький», що 1876 року брав участь в повстанських подіях за визволення Болгарії від османського панування. Відкрито 1966 року, як Національний музей, присвячений революційно-визвольному рухові. | Врачанська область місто Козлодуй              |
| 18  | | Пам'ятник Христо Ботеву та його загонові                                           | Пам'ятний знак Христо Ботеву та його загонові на місці їх висадки на березі, під час визвольного повстання 1876 року. Одразу після проникнення на територію Болгарії вони вступили у тяжкі бої, зазнали тяжких втрат, Христо Ботев загинув. | Врачанська область місто Козлодуй              |
| 19  | | Архітектурно-етнографічний комплекс «Етир»                                         | Музей просто неба, відкритий 1964 року. Нараховує 50 музейних об'єктів, що дають змогу ознайомитися зі старим Габрово, його архітектурою та побутом мешканців, ремеслами, культурним та духовним життям. | Габровська область місто Габрово               |
| 19  | | Узана — географічний центр Болгарії                                                | Географічний центр Болгарії було визначено 1991 року і того ж року у відповідному місці місцевості Узана встановлено пам'ятний знак. | Габровська область місто Габрово               |
| 19  | | Національний музей освіти Болгарії                                                 | Відкритий 1974 року. Експозиція присвячена розвитку освіти в Болгарії і охоплює період від IX століття до наших днів. | Габровська область місто Габрово               |
| 19  | | Будинок гумору та сатири                                                           | Відкритий 1 квітня 1972 року. Тут проводяться постійні та тимчасові виставки гумористичних і сатиричних творів мистецтва, проходять міжнародні фестивалі, конкурси. | Габровська область місто Габрово               |
| 20  | | Архітектурно-історичний заповідник Боженціте                                       | Село Боженціте, у котрому збереглися споруди, датовані XIX століттям, має статус заповідника від 1964 року. Усі дороги вимощені бруківкою. Однією із найцінніших пам'яток є псевдобазиліка Святого пророка Іллі, збудована у 1840 році. | Габровська область село Боженціте              |
| 21  | | Спеціалізований музей різьблення та живопису                                       | Відкритий 1963 року, об'єднує 8 музейних об'єктів у Трявні: музей «Ангел Кинчев», будинок Даскалова, будинок Славейкова, школа Славейкова, будинок Райкова, музей ікон, галерея «Казаков», музей азійського та африканського мистецтва. | Габровська область місто Трявна                |
| 22  | | Дряновський монастир                                                               | Діючий православний чоловічий монастир, заснований 1187 року. У XIX столітті був одним із центрів болгарського національно-визвольного руху. | Габровська область місто Дряново               |
| 22  | | Бачо Кіро                                                                          | Карстова печера, відкрита 1937 року. Знаходиться у вапняковій горі поблизу Дряновського монастиря. Її печерні відклади мають химерні форми. Названа на честь болгарського письменника Бачо Кіро. | Габровська область місто Дряново               |
| 22а | | Музей Колю Фічето (болг. Музей „Кольо Фичето“)                                     | Відкритий 1969 року, присвячений життю та творчості Колю Фічето — будівельнику, архітектору та скульптору епохи болгарського відродження. Серед його проектів Соборна церква Святої Трійці у Свіштові, Беленський міст, Сокольський фонтан. | Габровська область місто Дряново               |
| 23  | | Літературний музей Йордана Йовкова                                                 | Відкритий 1980 року. Загальний фонд музею складає 10 тисяч об'єктів, пов'язаних з життям та творчістю відомого болгарського письменника Йордана Йовкова. | Добрицька область місто Добрич                 |
| 23  | | Художня галерея Добрича (болг. Художествена галерия (Добрич))                      | Постійна експозиція розміщується в 9 залах і містить живопис, скульптуру та графіку болгарських майстрів XX століття. У колекції, зокрема, роботи Владимира Димитрова-Майстора, Івана Мрквички, Дімітара Кірова, Еміля Попова, Іліі Бешкова, Румена Скорчева. | Добрицька область місто Добрич                 |
| 24  | | Архітектурно-парковий комплекс «Палац»                                             | До складу комплексу входять палац «Тихе гніздо», декілька вілл, монастир та інші будівлі. Збудований у 1926—1937 роках, як літня резиденція королеви Марії Единбурзької. Парк має статус державного ботанічного саду та налічує близько 2 000 видів рослин. | Добрицька область місто Балчик                 |
| 24а | | Ботанічний сад Софійського університету                                            | Створений 1955 року академіком Дакі Йордановим, ректором Софійського університету. Займає площу 19,4 гектарів, ботанічні колекції налічують понад 4 600 видів рослин. Є пам'яткою культури та природоохоронною зоною. | Добрицька область місто Балчик                 |
| 24б | | Мис Каліакра                                                                       | Розташований у південно-східній частині Добруджанского плато, виступає в море приблизно на два кілометри і є природним та археологічним заповідником. Висота скель сягає 70 метрів. | Добрицька область місто Каварна                |
| 24б | | Історичний музей у Каварні                                                         | Заснований 1971 року. В експозиції — об'єкти, пов'язані з історією міста, починаючи від V—VI століть до 1940 року. А також зразки давньої болгарської кераміки, колекція античних, візантійських, венеціанських та західноєвропейських монет. | Добрицька область місто Каварна                |
| 25  | | Монастир святого Івана Хрестителя                                                  | | Кирджалійська область місто Кирджалі           |
| 25  | | Перперикон                                                                         | Руїни стародавнього міста | Кирджалійська область місто Кирджалі           |
| 25а | | Історичний музей у Кирджалі                                                        | | Кирджалійська область місто Кирджалі           |
| 26  | | Будинок-музей Димитара Пешева                                                      | | Кюстендильська область місто Кюстендил         |
| 26  | Історичний музей у Кюстендилі |                                                                                    | | Кюстендильська область місто Кюстендил         |
| 26  | Художня галерея Владимира Димитрова-Майстора                                                                                          |                                                                                    | | Кюстендильська область місто Кюстендил         |
| 26  | Церква святого Георгія |                                                                                    | | Кюстендильська область місто Кюстендил         |
| 27  | | Історичний музей у Благоєвграді                                                    | | Благоєвградська область місто Благоєвград      |
| 27  | Комплекс «Вароша» (Благоєвград) (болг. Възрожденски комплекс „Вароша“ (Благоевград))                                                  |                                                                                    | | Благоєвградська область місто Благоєвград      |
| 27а | | Гора Руен                                                                          | | Кюстендильська область Осоговська Планина      |
| 28  | | Рильський монастир                                                                 | | Кюстендильська область община Рила             |
| 28а | | Стобські піраміди                                                                  | | Кюстендильська область село Стоб               |
| 29  | | Гірський притулок Скакавиця                                                        | | Кюстендильська область гори Рила               |
| 29  | Сім Рильських озер |                                                                                    | | Кюстендильська область гори Рила               |
| 30  | | Музей Васила Левського                                                             | | Ловецька область місто Ловеч                   |
| 30  | Кикринський готель |                                                                                    | | Ловецька область місто Ловеч                   |
| 30а | | Національний печерний будинок Карлуково (болг. Национален пещерен дом)             | | Ловецька область місто Луковит                 |
| 30б | | Деветакська печера                                                                 | | Ловецька область село Деветаки                 |
| 31  | | Природничий музей в Черному Осимі                                                  | | Ловецька область місто Троян                   |
| 31  | Троянський монастир |                                                                                    | | Ловецька область місто Троян                   |
| 31  | Музей народних ремесел та прикладного мистецтва (Троян) (болг. Музей на народните художествени занаяти и приложните изкуства (Троян)) |                                                                                    | | Ловецька область місто Троян                   |
| 32  | | Історичний музей у Тетевені                                                        | | Ловецька область місто Тетевен                 |
| 33  | | Печера Сиєва-Дупка                                                                 | | Ловецька область село Брестниця                |
| 34  | | Етнографічний музей у Берковиці                                                    | | Монтанська область місто Берковиця             |
| 34  | Гора Ком |                                                                                    | | Монтанська область місто Берковиця             |
| 34  | Будинок-музей Івана Вазова |                                                                                    | | Монтанська область місто Берковиця             |
| 35  | | Будинок-музей Станіслава Доспєвски                                                 | | Пазарджицька область місто Пазарджик           |
| 35  | Церква Успіння Пресвятої Богородиці                                                                                                   |                                                                                    | | Пазарджицька область місто Пазарджик           |
| 35  | Регіональний історичний музей у Пазарджику                                                                                            |                                                                                    | | Пазарджицька область місто Пазарджик           |
| 35а | | Віла-музей Александра Стамболійського (болг. Къща музей „Александър Стамболийски“) | | Пазарджицька область село Славовіца            |
| 36  | | Історична місцевість «Обориштинське зібрання»                                      | | Пазарджицька область місто Панагюриште         |
| 36  | Будинок-музей Райни Георгієвої (болг. Къща музей „Райна Княгиня“)                                                                     |                                                                                    | | Пазарджицька область місто Панагюриште         |
| 37  | | Печера Сніжанка                                                                    | | Пазарджицька область місто Пештера             |
| 37а | | Фортеця Перистера                                                                  | | Пазарджицька область місто Пештера             |
| 38  | | Історичний музей у Батаці                                                          | | Пазарджицька область місто Батак               |
| 39  | | Тринська ущелина                                                                   | | Перницька область місто Трин                   |
| 39а | | Музей гірництва у Пернику                                                          | | Перницька область місто Перник                 |
| 40  | | Мавзолей Святого Георгія Побідоносця у Плевені                                     | | Плевенська область місто Плевен                |
| 40  | Панорама «Плевенська епопея» |                                                                                    | | Плевенська область місто Плевен                |
| 40  | Регіональний історичний музей у Плевені                                                                                               |                                                                                    | | Плевенська область місто Плевен                |
| 41  | | Регіональний історичний музей у Пловдиві                                           | | Пловдивська область місто Пловдив              |
| 41  | Регіональний етнографічний музей у Пловдиві                                                                                           |                                                                                    | | Пловдивська область місто Пловдив              |
| 41  | Пловдивський античний театр |                                                                                    | | Пловдивська область місто Пловдив              |
| 42  | | Історичний музей у Перуштиці                                                       | | Пловдивська область місто Перуштиця            |
| 43  | | Будинок-музей Івана Вазова                                                         | | Пловдивська область місто Сопот                |
| 43  | Сопотський жіночий монастир |                                                                                    | | Пловдивська область місто Сопот                |
| 44  | | Національний музей Васила Левського                                                | | Пловдивська область місто Карлово              |
| 44  | Історичний музей у Карлово (болг. Исторически музей Карлово)                                                                          |                                                                                    | | Пловдивська область місто Карлово              |
| 45  | | Національний музей Христо Ботева                                                   | | Пловдивська область місто Калофер              |
| 46  | | Санданський археологічний музей                                                    | Заснований 1936 року, на фундаменті базиліки єпископа Івана. Експозиція представлена найбільшою у Болгарії колекцією римської поховальної скульптури I—III століття та християнських мозаїк IV—VI століть. | Благоєвградська область місто Санданський      |
| 46  | | Санданська резиденція єпископа                                                     | Комплекс споруд, датований V—VI століттям. Відкрита у 1989 році під час археологічних розкопок. | Благоєвградська область місто Санданський      |
| 46а | | Гора Ботєв                                                                         | Найвища вершина Балканських гір (2376 м). Названа на честь болгарського поета і революціонера Христо Ботева. | Пловдивська область Балканські гори            |
| 47  | | Асенова фортеця                                                                    | | Пловдивська область місто Асеновград           |
| 47  | Бачковський монастир |                                                                                    | | Пловдивська область місто Асеновград           |
| 47  | Історичний музей в Асеновграді |                                                                                    | | Пловдивська область місто Асеновград           |
| 48  | | Археологічний комплекс Абрітус                                                     | | Разградська область місто Разград              |
| 49  | | Історичний музей в Ісперисі                                                        | | Разградська область місто Ісперих              |
| 49  | Історично-археологічний комплекс Сборяново                                                                                            |                                                                                    | | Разградська область місто Ісперих              |
| 49  | Демір Баба Теке |                                                                                    | | Разградська область місто Ісперих              |
| 49  | Тракійське поселення Хеліс |                                                                                    | | Разградська область місто Ісперих              |
| 50  | | Будинок-музей Захарія Стоянова                                                     | | Русенська область місто Русе                   |
| 50  | Пантеон Відродження |                                                                                    | | Русенська область місто Русе                   |
| 50а | | Печерні церкви в Іваново                                                           | Скельний комплекс храмів, каплиць та келій. П'ять з церков комплексу містять збережені фрески XIII—XIV століть. | Русенська область село Іваново                 |
| 50б | | Басарбовський монастир                                                             | Діючий православний монастир, приміщення котрого знаходяться скельній породі. Вперше згадується в турецьких податкових регістрах 1431 року. У XVII столітті в монастирі проживав святий Димитрій Басарбовський. | Русенська область місто Русе                   |
| 50б | Каран-Вирбовський монастир |                                                                                    | | Русенська область місто Русе                   |
| 50в | | Музей «Визвольна війна» (болг. Музей „Освободителна война“)                        | | Русенська область місто Бяла                   |
| 51  | | Історичний музей у Сілістрі                                                        | | Сілістринська область місто Сілістра           |
| 52  | | Природний заповідник Сребарна                                                      | | Сілістринська область село Сребирна            |
| 53  | | Військовий цвинтар у Тутракані                                                     | | Сілістринська область місто Тутракан           |
| 53  | Етнографічний музей «Дунайський рибалка та човнобудування»                                                                            |                                                                                    | | Сілістринська область місто Тутракан           |
| 54  | | Будинок-музей Хаджи Димитара (болг. Къща музей „Хаджи Димитър“)                    | | Сливенська область місто Сливен                |
| 54  | Національний музей текстильної продукції (болг. Национален музей на текстилната индустрия)                                            |                                                                                    | | Сливенська область місто Сливен                |
| 54  | Художня галерея Димитара Добровича (болг. Художествена галерия „Димитър Добрович“)                                                    |                                                                                    | | Сливенська область місто Сливен                |
| 55  | | Історичний музей у Велинграді                                                      | | Пазарджицька область місто Велинград           |
| 56  | | Пантеон Георги Раковського                                                         | | Сливенська область місто Котел                 |
| 56  | Природничий музей у Котлі |                                                                                    | | Сливенська область місто Котел                 |
| 57  | | Будинок-музей Йордана Йовкова (болг. Къща музей „Йордан Йовков“)                   | | Сливенська область село Жеравна                |
| 58  | | Національний історичний музей Болгарії                                             | | Міська область Софія місто Софія               |
| 58а | | Боянська церква                                                                    | | Міська область Софія місто Софія               |
| 59  | | Храм-пам'ятник Олександра Невського                                                | | Міська область Софія місто Софія               |
| 59а | | Національний військово-історичний музей у Софії                                    | | Міська область Софія місто Софія               |
| 59б | | Історичний музей у Гоце Делчеві                                                    | | Благоєвградська область місто Гоце Делчев      |
| 60  | | Архітектурно-історичний комплекс «Даскалолівніца»                                  | | Великотирновська область місто Елена           |
| 60  | Будинок-музей Іларіона Макаріопольського                                                                                              |                                                                                    | | Великотирновська область місто Елена           |
| 61  | | Національний музей «Земля і люди»                                                  | | Міська область Софія місто Софія               |
| 61а | | Національний палац культури                                                        | | Міська область Софія місто Софія               |
| 62  | | Національна художня галерея                                                        | | Міська область Софія місто Софія               |
| 62  | Національний етнографічний музей |                                                                                    | | Міська область Софія місто Софія               |
| 79  | |                                                                                    | | Софійська область місто Самоков                |
| 80  | | Мусала                                                                             | Найвища точка Болгарії | Софійська область місто Рила                   |
| 83  | |                                                                                    | | Смолянська область місто Смолян                |
| 83а | |                                                                                    | | Смолянська область місто Смолян                |
| 83б | |                                                                                    | | Смолянська область місто [[]]                  |
| 84  | |                                                                                    | | Смолянська область місто [[]]                  |
| 84а | | Снежанка                                                                           | Гора | Смолянська область місто Пампорово             |
| 85  | | Чудові мости                                                                       | Пам'ятка природи | Пловдивська область Родопи                     |
|     | |                                                                                    | | Смолянська область місто [[]]                  |
| 86  | |                                                                                    | | Смолянська область місто [[]]                  |
| 87  | |                                                                                    | | Смолянська область місто [[]]                  |
| 87а | |                                                                                    | | Смолянська область місто [[]]                  |
|     | |                                                                                    | | Смолянська область місто [[]]                  |
| 88  | | Триградська ущелина, Печера Диявольске горло                                       | | Смолянська область місто Смолян                |
| 89  | | Буйновська ущелина, Ягодинська печера                                              | | Смолянська область місто Смолян                |
| 90  | |                                                                                    | | Старозагорська область місто Стара Загора      |
| 91  | | Літературно-художній музей «Чудомир»                                               | | Старозагорська область місто Казанлик          |
| 91  | Фракійська гробниця в Казанлиці |                                                                                    | | Старозагорська область місто Казанлик          |
| 95  | | Мечеть Томбул                                                                      | | Шуменська область місто Шумен                  |
| 99  | |                                                                                    | | Ямбольська область місто Ямбол                 |